# Чемоданов, Николай Сергеевич
Никола́й Серге́евич Чемода́нов (4 [17] декабря 1903 или 1903, Круглыжи, Вятская губерния — 29 декабря 1986, Москва) — советский лингвист, специалист по германистике, общему языкознанию и истории сравнительно-исторического языкознания, профессор МГУ. Награждён орденом Трудового Красного Знамени (1944).

## Биография
Родился в деревне Круглыжи (ныне — в Свечинском районе Кировской области) 4 (17) декабря 1903 года в семье сельского учителя. С 1921 по 1930 года работал журналистом, в частности, в течение ряда лет был организатором рабкоров «Правды» в отделе «Рабочая жизнь», которым руководила М. И. Ульянова.
Окончил филологический факультет МГУ (или историко-этнологический) в 1930. После окончания аспирантуры в 1930—1933 годах специализировался на сравнительно-историческом изучении германских языков и исторической диалектологии немецкого языка.
В конце 1930-х написал несколько статей по германистике для первого издания БСЭ, редактировал отдел языкознания.
С 1933 по 1941 — преподаватель МГПИИЯ и ИФЛИ. Кандидат филологических наук (1940). Доцент (1934), профессор (1940).
В 1941—1942 годах — профессор в Свердловском университете. В 1942 перешёл на работу в МГУ.
В 1944 году награждён орденом Трудового Красного Знамени.
Большое внимание он уделял вопросам общего языкознания. В некоторых разделах учебника «Введение в языковедение» (1945; в соавторстве с Р. О. Шор) впервые для учебных целей в таком масштабе представил проблематику взаимосвязи языка, мышления и общества. Учебник был раскритикован как «немарксистский». Подвергшись проработке, примкнул к марристам.
В 1949 или 1948 стал деканом филологического факультета МГУ. Однако во время организованной марристами в 1948—1949 кампании он спас от увольнения многих критиковавшихся ученых. В 1950 в дискуссии в «Правде» придерживался промарровских позиций, его статья вызвала особое недовольство Сталина. После сталинского выступления (в 1950) снят с должности декана.
Профессор (1942—1950), заведующий кафедрой общего и сравнительно-исторического языкознания (1949—1950). В 1948—1949 (или по 1950) — главный редактор журнала «Иностранные языки в школе»; в 1951—1959 — главный редактор вузовской учебной литературы в Издательстве литературы на иностранных языках, где под его руководством была создана серия монографий «Библиотека филолога».
С 1943 по 1948 работал во Всесоюзном комитете по делам высшей школы при Совете министров СССР (впоследствии Министерство высшего образования СССР, Минвуз), а с 1963 года он возглавлял научно-методический совет Минвуза по иностранным языкам.
С 1959 вся профессиональная и научная деятельность Чемоданова была связана с кафедрой германской филологии филологического факультета МГУ, которую он основал и заведовал с 1950 года вплоть до своей смерти в 1986 году. С 1963 он также преподавал на кафедре общего и сравнительно-исторического языкознания.
Читал курсы по общему языкознанию, индоевропейским древностям, «Введение в языкознание», «Сравнительная грамматика индоевропейских языков», «История сравнительно-исторического языкознания», «Введение в германскую филологию», «Сравнительная грамматика германских языков».
По инициативе Чемоданова на кафедре германской филологии в 1963 году открылась специализация по голландскому языку, в 1964 году состоялся первый выпуск специалистов по шведскому.
Наиболее значительным трудом Чемоданова, подводящим итог его многолетним изысканиям, стала монография «Место германских языков среди других индоевропейских языков», в котором на широком лексическом материале было предложено новое решение членения древних индоевропейских диалектов на территории Европы, основанное на разграничении исторических этапов и форм их взаимодействия.
Был инициатором многочисленных публикаций, где выступал в качестве редактора или рецензента. С 1960 являлся ответственным редактором филологической серии «Вестника МГУ»; в 1962—1967 руководил изданием переводной лингвистической литературы в издательстве «Прогресс». Автор и соавтор многочисленных учебников и учебных пособий по немецкому и прочим германским языкам.
В 1971 получил степень доктора филологических наук за цикл работ «Проблемы общего и сравнительно-исторического германского языкознания».
Был участником научных конференций в Берлине (1959) и Амстердаме (1965), а также XI Международного лингвистического конгресса в Болонье (1972). За многолетнюю плодотворную научно-педагогическую деятельность по подготовке высококвалифицированных специалистов-филологов и в связи с 70-летием со дня рождения Н. С. Чемоданову была объявлена благодарность приказами декана филологического факультета, ректора МГУ имени М. В. Ломоносова академика Р. В. Хохлова и министра высшего и среднего специального образования СССР В. П. Елютина.
Умер 29 декабря 1986 года в Москве. Похоронен на Новом Донском кладбище. Указание энциклопедии «Лица Москвы», что он похоронен на Даниловском кладбище, неверно.

## Личная жизнь
В 1924—1956 годах был женат на Мариам Гилелевне Глатман, члене Союза журналистов. Сын — Александр (род. 1929), кандидат химических наук, старший научный сотрудник НИФХИ им. Л. Я. Карпова.
Во втором браке был женат на лингвисте Мирре Моисеевне Гухман.
Жил в 1920-х во «Втором Доме Советов»; в начале 1930-х на Страстном бульваре; с 1934 — на Стрелецкой улице, 12/22; с 1949 — на Новопесчаной улице, 8, корпус 3; с 1950-х — на улице Вавилова, 48.

## Основные труды
- Немецко-русский, русско-немецкий словарь-минимум / Сост. Н. С. Чемоданов, В. М. Угрюмов, Н. М. Шейнина; под ред. Д. С. Усова. — Москва: Советская энциклопедия, 1934. — (Серия словарей-минимум.)
- Энгельс Ф. Франкский диалект. Параллельный русский и немецкий текст / Примечания, указатели, карты и схемы Р. О. Шор, Н. С. Чемоданова. — М.: Партиздат ВКП(б), 1935.
- Lesebuch zur Geschichte der deutschen Sprache = Хрестоматия по истории немецкого языка / Составил, снабдил примечаниями и словарями Н. С. Чемоданов. — М.: Staatsverlag fur Lehrbucher und Padagogik, 1938. — 304 с.
  - 2-е изд.: М.: Государственное издательство учебной и педагогической литературы, 1940. — 302 с.
  - 2-е изд. [так на титуле], доп.: М.: Высшая школа, 1978. — 288 с.
- Хрестоматия по истории немецкого языка VIII—XVI веков / Сост. Н. С. Чемоданов. — М.: Издательство иностранной литературы, 1953. — 347 с.
- (в соавторстве с Р. О. Шор) Введение в языковедение / Под общей редакцией академика И. И. Мещанинова. — М.: Учпедгиз, 1945. — 280 с.
  - 2-е изд., доп.: М.: Либроком, 2010. — 279 с. — ISBN 978-5-397-01082-5. Предисловие В. М. Алпатова.
- Сравнительное языкознание в России. Очерк развития сравнительно-исторического метода в русском языкознании — М.: Учпедгиз, 1956. — 94 с.
  - 2-е изд.: М.: URSS, 2010. — 92 с. — ISBN 978-5-397-01050-4.
- Место германских языков среди других индоевропейских языков // Сравнительная грамматика германских языков. В пяти томах. Том 1: Германские языки и вопросы индоевропейской ареальной лингвистики / Ответственный редактор М. М. Гухман. — М.: Издательство АН СССР, 1962. — 204 с.
- Лингвистическое родство как процесс // Проблемы сравнительной грамматики индоевропейских языков. — М., 1964.
- Германские языки // Советское языкознание за 50 лет. — М., 1967.
- Социолингвистика / Сост., вст. ст., общ. ред Н. С. Чемоданова. — М.: Прогресс, 1975. — 485 с. — (Новое в зарубежной лингвистике, выпуск 7).